# Цицваре (Скрадин)
Цицваре (хорв. Cicvare) — населений пункт у Хорватії, в Шибеницько-Книнській жупанії у складі міста Скрадин.

## Населення
Населення за даними перепису 2011 року становило 18 осіб.
Динаміка чисельності населення поселення:

## Клімат
Середня річна температура становить 14,35 °C, середня максимальна – 29,15 °C, а середня мінімальна – 0,16 °C. Середня річна кількість опадів – 795 мм.
| Клімат поселення                              | Клімат поселення | Клімат поселення | Клімат поселення | Клімат поселення | Клімат поселення | Клімат поселення | Клімат поселення | Клімат поселення | Клімат поселення | Клімат поселення | Клімат поселення | Клімат поселення | Клімат поселення |
| Показник                                      | Січ.             | Лют.             | Бер.             | Квіт.            | Трав.            | Черв.            | Лип.             | Серп.            | Вер.             | Жовт.            | Лист.            | Груд.            |                  |
| Середній максимум, °C                         | 10,33            | 11,47            | 14,26            | 17,55            | 22,50            | 26,45            | 29,15            | 28,85            | 24,58            | 20,22            | 14,35            | 11,24            |                  |
| Середня температура, °C                       | 5,25             | 6,37             | 9,18             | 12,46            | 17,40            | 21,36            | 24,44            | 24,16            | 19,87            | 15,52            | 9,65             | 6,52             |                  |
| Середній мінімум, °C                          | 0,16             | 1,30             | 4,08             | 7,36             | 12,32            | 16,26            | 19,73            | 19,45            | 15,16            | 10,81            | 4,94             | 1,82             |                  |
| Норма опадів, мм                              | 69               | 61               | 67               | 70               | 56               | 54               | 31               | 45               | 80               | 86               | 95               | 81               |                  |
| Середньомісячна швидкість вітру, м/с          | 2.38             | 2.54             | 2.75             | 2.67             | 2.34             | 2.12             | 2.16             | 2.00             | 2.16             | 2.22             | 2.69             | 2.60             |                  |
| Середньомісячна сонячна радіація, кДж/м²·день | 5193             | 7958             | 11614            | 16401            | 20526            | 22898            | 24401            | 21454            | 15943            | 10206            | 5686             | 4436             |                  |
| --------------------------------------------- | ---------------- | ---------------- | ---------------- | ---------------- | ---------------- | ---------------- | ---------------- | ---------------- | ---------------- | ---------------- | ---------------- | ---------------- | ---------------- |
| Джерело:                                      |                  |                  |                  |                  |                  |                  |                  |                  |                  |                  |                  |                  |                  |